# Francesco Graziani
Francesco Graziani (16. prosinec 1952, Subiaco, Itálie) je bývalý italský fotbalový útočník a trenér.

## Klubová kariéra

### Arezzo a Turín
Do Arezza odešel v roce 1970 z malého klubu Bettini Quadraro, kde začínal. V roce 1972 jej koupil Turín, ale ještě rok jej nechali na hostování v Arezzu. V tomhle druholigovém klubu nakonec odehrál celkem 52 utkání a vstřelil 12 branek.
Za býky poté hrál osm let a odehrál za ně celkem 289 utkání a vstřelil 122 branek, což jej řadí na 7. místo v historické tabulce střelců v klubu. Získal s nimi jeden titul a to v sezoně 1975/76. V následující sezoně 1976/77 se stal s 21 góly nejlepším střelcem v lize. Velmi si rozuměl se spoluhráčem Pulicim.

### Fiorentina, Řím a Udinese
V roce 1981 spolu s Pessim odešel do Fiorentiny, kde hrál dva roky. Pomohl klubu v sezoně 1981/82 k 2. místu v lize (o 1 bod unikl titul).
V roce 1983 se rozhodl opět odejít. Vybral si Řím, se kterým hrál finále poháru PMEZ 1983/84, kde neproměnil penaltu v penaltovém rozstřelu proti Liverpoolu. V sezoně 1985/86 pomohl opět k 2. místu v lize. Nakonec s vlky získal dvě vítězství v italském poháru (1983/84, 1985/86). Střelecky už nebyl tak efektivní a tak se v roce 1986 rozhodl odejít do menšího klubu Udinese se kterým v sezoně 1986/87 sestoupil do druhé ligy.Následující sezoně odehrál posledních 10 utkání a na novou sezonu 1988/89 odešel do Austrálie, kde odehrál dva zápasy za Leichhardt.

## Hráčská statistika
| Sezóna          | Klub            | Liga            | Liga   | Liga | Ligové poháry | Ligové poháry | Ligové poháry | Kontinentální poháry | Kontinentální poháry | Kontinentální poháry | Celkem | Celkem |
| Sezóna          | Klub            | Soutěž          | Zápasy | Góly | Soutěž        | Zápasy        | Góly          | Soutěž               | Zápasy               | Góly                 | Zápasy | Góly   |
| --------------- | --------------- | --------------- | ------ | ---- | ------------- | ------------- | ------------- | -------------------- | -------------------- | -------------------- | ------ | ------ |
| 1970/71         | Arezzo          | Serie B         | 2      | 0    | IP            | 0             | 0             | -                    | 0                    | 0                    | 2      | 0      |
| 1971/72         | Arezzo          | Serie B         | 12     | 2    | IP            | 0             | 0             | -                    | 0                    | 0                    | 12     | 2      |
| 1972/73         | Arezzo          | Serie B         | 34     | 9    | IP            | 4             | 1             | -                    | 0                    | 0                    | 38     | 10     |
| 1973/74         | Turín           | Serie A         | 22     | 6    | IP            | 0             | 0             | UEFA                 | 1                    | 0                    | 23     | 6      |
| 1974/75         | Turín           | Serie A         | 30     | 12   | IP            | 10            | 4             | UEFA                 | 2                    | 0                    | 42     | 16     |
| 1975/76         | Turín           | Serie A         | 29     | 15   | IP            | 4             | 0             | -                    | 0                    | 0                    | 33     | 15     |
| 1976/77         | Turín           | Serie A         | 30     | 21   | IP            | 4             | 1             | PMEZ                 | 4                    | 1                    | 38     | 23     |
| 1977/78         | Turín           | Serie A         | 29     | 11   | IP            | 5             | 3             | UEFA                 | 6                    | 2                    | 40     | 16     |
| 1978/79         | Turín           | Serie A         | 23     | 9    | IP            | 3             | 2             | UEFA                 | 2                    | 1                    | 28     | 12     |
| 1979/80         | Turín           | Serie A         | 30     | 12   | IP            | 9             | 2             | UEFA                 | 2                    | 1                    | 41     | 15     |
| 1980/81         | Turín           | Serie A         | 29     | 11   | IP            | 9             | 5             | UEFA                 | 6                    | 3                    | 44     | 19     |
| 1981/82         | Fiorentina      | Serie A         | 29     | 9    | IP            | 4             | 2             | -                    | 0                    | 0                    | 33     | 11     |
| 1982/83         | Fiorentina      | Serie A         | 23     | 5    | IP            | 5             | 2             | UEFA                 | 2                    | 0                    | 30     | 7      |
| 1983/84         | Řím             | Serie A         | 24     | 5    | IP            | 11            | 2             | PMEZ                 | 9                    | 2                    | 44     | 9      |
| 1984/85         | Řím             | Serie A         | 19     | 2    | IP            | 6             | 2             | PVP                  | 4                    | 2                    | 29     | 6      |
| 1985/86         | Řím             | Serie A         | 14     | 5    | IP            | 10            | 1             | -                    | 0                    | 0                    | 24     | 6      |
| 1986/87         | Udinese         | Serie A         | 22     | 7    | IP            | 0             | 0             | -                    | 0                    | 0                    | 22     | 7      |
| 1987/88         | Udinese         | Serie B         | 10     | 1    | IP            | 2             | 1             | -                    | 0                    | 0                    | 12     | 2      |
| Celkem v Itálii | Celkem v Itálii | Celkem v Itálii | 411    | 142  | -             | 80            | 28            | -                    | 38                   | 12                   | 529    | 182    |

## Reprezentační kariéra
Za reprezentaci odehrál 64 utkání a vstřelil 23 branek. První utkání odehrál 19. dubna 1975 proti Polsku (0:0) a první branku vstřelil 7. dubna 1976 proti Portugalsku (3:1). Byl na dvou turnajích MS. V roce 1978 odehrál tři zápasy z lavičky, ale na zlatém mistrovství v roce 1982 odehrál všechna utkání, i když ve finále odehrál jen sedm minut. Byl také útočníkem číslo jedna na (ME 1980. Dne 29. května 1983 odehrál svůj poslední zápas v reprezentaci proti Švédsku (0:2).

### Statistika na velkých turnajích
| Reprezentace | Rok     | Zápasy                         | Zápasy | Zápasy         | Zápasy           | Zápasy           | Zápasy            |
| Reprezentace | Rok     | Fáze turnaje                   | Datum  | Soupeř         | Odehraných minut | Vstřelené branky | Výsledek          |
| ------------ | ------- | ------------------------------ | ------ | -------------- | ---------------- | ---------------- | ----------------- |
| Itálie       | MS 1978 | 2 zápas ve skupině             | 6. 6.  | Maďarsko       | 7                | 0                | 3:1               |
| Itálie       | MS 1978 | 2 zápas v semifinálové skupině | 18. 6. | Rakousko       | 18               | 0                | 1:0               |
| Itálie       | MS 1978 | 3 zápas v semifinálové skupině | 21. 6. | Nizozemí       | 13               | 0                | 1:2               |
| Itálie       | ME 1980 | 1 zápas ve skupině             | 12. 6. | Španělsko      | 90               | 0                | 0:0               |
| Itálie       | ME 1980 | 2 zápas ve skupině             | 15. 6. | Anglie         | 90               | 0                | 1:0               |
| Itálie       | ME 1980 | 3 zápas ve skupině             | 18. 6. | Belgie         | 90               | 0                | 0:0               |
| Itálie       | ME 1980 | o 3. místo                     | 21. 6. | Československo | 120              | 1                | 1:1 (8:9 na pen.) |
| Itálie       | MS 1982 | 1 zápas v první skupin. fáze   | 14. 6. | Polsko         | 90               | 0                | 0:0               |
| Itálie       | MS 1982 | 2 zápas v první skupin. fáze   | 18. 6. | Peru           | 90               | 0                | 1:1               |
| Itálie       | MS 1982 | 3 zápas v první skupin. fáze   | 23. 6. | Kamerun        | 90               | 1                | 1:1               |
| Itálie       | MS 1982 | 1 zápas ve druhé skupin. fáze  | 29. 6. | Argentina      | 90               | 0                | 2:1               |
| Itálie       | MS 1982 | 2 zápas ve druhé skupin. fáze  | 5. 7.  | Brazílie       | 90               | 0                | 3:2               |
| Itálie       | MS 1982 | Semifinále                     | 8. 7.  | Polsko         | 70               | 0                | 2:0               |
| Itálie       | MS 1982 | Finále                         | 11. 7. | NSR            | 7                | 0                | 3:1               |

## Hráčské úspěchy

### Klubové
- 1× vítěz italské ligy (1975/76)
- 2× vítěz italského poháru (1983/84, 1985/86)

### Reprezentační
- 2× na MS (1978, 1982 - zlato)
- 1× na ME (1980)

### Individuální
- 1x nejlepší střelec italské ligy (1976/77)

### Vyznamenání
Zlatý límec za sportovní zásluhy (2017)

## Trenérská kariéra
Po fotbalové kariéře se začal věnovat trenéřině. První angažmá měl v roce 1990, když vedl poslední 4 zápasy Fiorentinu a vedl i klub ve finále poháru UEFA 1989/90, kde prohrál s Juventusem. Poté se stal trenérem druholigové Ascoli, ale pár dní před zahajovacím zápasem ligy byl odvolán, kvůli neshodám s prezidentem klubu. Krátce působil v klubech Reggině, Avellinu a Catanii (pomohl v roce 2002 k postupu do druhé ligy). Úplnou sezonu odtrénoval v sezoně 2004/05 a 2005/06 v klubu Cervia v nižších ligách.
Poté se stal komentátorem pro televizi Mediaset, zahrál si několik epizodních filmových rolí. V roce 1994 neúspěšně kandidoval do Senátu za stranu Patto per l'Italia. V červnu 2014 na koupališti v Arezzu zachránil život dítěti, které se dusilo žvýkačkou.